# Кабулистан
Кабулистан (на пущунски: کابلستان‎) е историческа област в днешен източен Афганистан и съседните крайгранични части на Пакистан.
Кабулистан включва най-източните части на Голям Хорасан, разположени около град Кабул. През VI-IX век областта се управлява от собствени владетели, но през следващите столетия периодично е завладявана от външни династии. Кабулистан е ядрото, около което се образува съвременната държава Афганистан, но през Средновековието Афганистан се нарича областта, разположена южно от Кабулистан.